# Cheilotrichia (Empeda) brachyclada
Cheilotrichia (Empeda) brachyclada is een tweevleugelige uit de familie steltmuggen (Limoniidae). De soort komt voor in het Palearctisch gebied.